# 戈里亞奇夫卡
47°29′10″N 29°11′32″E / 47.48611°N 29.19222°E
霍里亞奇夫卡（烏克蘭語：Горячівка）是位於烏克蘭西南部的村莊，由敖德萨州波季利斯克区的奧克尼市鎮負責管轄。該村始建於1824年，面積0.5平方公里，海拔高度60米，2001年人口162，人口密度每平方公里324人。